# Babina holsti
Babina holsti är en groddjursart som först beskrevs av George Albert Boulenger 1892.  Babina holsti ingår i släktet Babina och familjen egentliga grodor. IUCN kategoriserar arten globalt som starkt hotad. Inga underarter finns listade.